# Mammillaria plumosa
Mammillaria plumosa ist eine Pflanzenart aus der Gattung Mammillaria in der Familie der Kakteengewächse (Cactaceae). Das Artepitheton plumosa bedeutet ‚fiedrig, gefedert‘.

## Beschreibung
Mammillaria plumosa bildet bis zu 40 Zentimeter große hüglige Gruppen. Die einzelnen Pflanzenkörper werden dabei nur 6 bis 7 Zentimeter in Höhe und Durchmesser. Die einzelnen Pflanzen bestehen aus 8 bis 13 sehr weichen und zylindrisch geformten Warzen, welche keinen Milchsaft führen. Die Axillen sind sehr wollig. Etwa 40 weiße und weiche Randdornen mit nur 3 bis 7 Millimeter Länge führen zu den fiedrigen (gefederten) Eindruck und haben schließlich zur Namensgebung beigetragen. Mitteldornen sind nicht vorhanden.
Die weißen und nur 15 Millimeter großen Blüten erscheinen, wie bei allen Mammillarien, im Kranz. Die Früchte sind kubisch geformt, tief purpurrot und genau wie die Blüten 15 Millimeter groß. Die Samen sind schwärzlich braun bis schwarz gefärbt.

## Verbreitung, Systematik und Gefährdung
Mammillaria plumosa ist in den mexikanischen Bundesstaaten Coahuila, Nuevo León und teilweise in Tamaulipas beheimatet und kommt in 780 bis 1350 Metern Höhe vor.
Die Erstbeschreibung erfolgte 1898 durch Frédéric Albert Constantin Weber. Nomenklatorische Synonyme sind Neomammillaria plumosa (F.A.C.Weber) Britton & Rose (1923), Chilita plumosa (F.A.C.Weber) Orcutt (1926), Ebnerella plumosa (F.A.C.Weber) Buxb. (1951) und Escobariopsis plumosa (F.A.C.Weber) Doweld (2000).
In der Roten Liste gefährdeter Arten der IUCN wird die Art als „Near Threatened (NT)“, d. h. als potentiell gefährdet geführt.

## Nachweise